# Ben Woodside
Benjamin Michael Woodside (Albert Lea, Minnesota, 1 de julio de 1985) es un exjugador de baloncesto estadounidense con pasaporte georgiano. Mide 1,80 metros de altura y jugaba en la posición de base. 

## Trayectoria deportiva

### Universidad
Woodside cursó High School en el Albert Lea High School antes de desarrollar su carrera universitaria en North Dakota State. En los cuatro años fue mejorando unos números que ya eran muy buenos en el primero hasta acabar promediando en el último 23.2 puntos y 6.2 asistencias por encuentro, allí permaneció hasta 2009 cuando no fue elegido en el Draft de la NBA de 2009.

### Profesional
Tras destacar en la localidad de Fargo, no resultó elegido en el draft de la NBA de 2009, por lo que dio el salto al baloncesto europeo, pasando por diversas ligas del continente como la francesa, con el BCM Gravelines (dos temporadas); la eslovena, con el KK Union Olimpija; la georgiana, en las filas del BC Armia; la turca, en el TED Ankara; y la italiana, militando en el Vanoli Cremona.
En la temporada 2013-14 en las filas del Vanoli Cremona, ostentó una media de 9.4 puntos y 3.2 asistencias por encuentro. Hace dos años completó una de las mejores campañas de toda su trayectoria, en las filas del TED Ankara, con el que se proclamó mejor asistente de la liga turca (TBL) con una media de 7.1 por partido.
En noviembre de 2014 el CB Sevilla ha alcanzado un acuerdo con el base estadounidense con pasaporte georgiano hasta final de temporada. En Sevilla promedia en 26 partidos ACB: 7.7 puntos, 2.1 rebotes y 3.7 asistencias.
En 2015 Woodside vuelve a Ankara, la capital de Turquía, una ciudad que ya lo vio brillar hasta el punto de convertirse en el mejor pasador de la TBL en la temporada 2012-13. Entonces jugaba en las filas del TED Ankara, otro equipo de la ciudad. Ahora firma con el Türk Telekom B.K..